# Poľný Kesov
Poľný Kesov este o comună slovacă, aflată în districtul Nitra din regiunea Nitra. Localitatea se află la altitudinea de 172 m deasupra n.m., se întinde pe o suprafață de 10,22 km2 și în 2017 număra 660 de locuitori.

## Istoric
Localitatea Poľný Kesov este atestată documentar din 1338.

## Demografie
| An:                | 1994 | 2004   | 2014   | 2024   |
| ------------------ | ---- | ------ | ------ | ------ |
| Număr de persoane: | 590  | 610    | 644    | 632    |
| Diferență:         |      | +3,38% | +5,57% | −1,86% |

| An:                | 2023 | 2024   |
| ------------------ | ---- | ------ |
| Număr de persoane: | 633  | 632    |
| Diferență:         |      | −0,15% |